# Saint-Robert, Corrèze
Saint-Robert är en kommun i departementet Corrèze i regionen Nouvelle-Aquitaine i de centrala delarna av Frankrike. Kommunen ligger  i kantonen Ayen som tillhör arrondissementet Brive-la-Gaillarde. År 2022 hade Saint-Robert 294 invånare.

## Befolkningsutveckling
Antalet invånare i kommunen Saint-Robert
Referens:INSEE